# Jeff Madill
Jeff Madill (Kanada, Ontario, Oshawa, 1965. június 21. –) kanadai jégkorongozó.

## Karrier
Komolyabb junior karrierjét az Ontario Junior Hockey League-es North York Rangersben kezdte 1982-ben és két évet játszott ebben a csapatban. Utolsó évében megnyerték a ligát, az állami bajnokságot (Dudley Hewitt-kupa) és az országos bajnokságot is (Royal Bank-kupa). 1984-ben felvételt nyert az Ohio State University-re, ahol 1987-ig tanult és játszott az egyetemi csapatban. Ez idő alatt nem draftolta egy National Hockey Leagues-s csapat sem. Csak az 1987-es NHL Supplemental Drafton választotta ki őt a New Jersey Devils. Ez egy speciális draft volt akkoriban, amin a túlkoros egyetemista játékosokat lehetett leigazolni. Felnőtt pályafutását az American Hockey League-ben, a Utica Devilsben kezdte meg 1987 végén. 1991-ben a New Jersey Devils felhívta őt az NHL-be 14 mérkőzésre és a rájátszásban is újabb 7-re. Ezután már többet nem játszott a legmagasabb ligában. Az 1991-es NHL-bővítős drafton a San Jose Sharks, mint újonnan alapított csapat, leigazolta, de sosem lett a csapat játékosa. 1991 végétől kezdve csak International Hockey League-es csapatokban volt kerettag. 1992-ben a Kansas City Bladesszel megnyerte a Turnball-kupát. 1994-ben a Atlanta Knightsszal is győztes lett, majd 1995-ben harmadjára is megnyerte a kupát a Denver Grizzliesszel. Játszott még a Milwaukee Admirals, Cincinnati Cyclonesban, a San Francisco Spiders és végül a Phoenix Roadrunnersból vonult vissza 1997-ben.

## Díjai
- Dudley Hewitt-kupa: 1983
- Royal Bank-kupa: 1983
- AHL Második All-Star Csapat: 1991
- IHL Második All-Star Csapat: 1993
- Turnball-kupa: 1992, 1994, 1995